# رولاند غارسيا
رولاند غارسيا (بالإسبانية: Rolando García)‏ (15 ديسمبر 1942 بسانتياغو في تشيلي - ) هو لاعب كرة قدم تشيلي في مركز الدفاع، شارك في كأس العالم 1974. وشارك مع منتخب تشيلي لكرة القدم. أما مع النوادي، فقد لعب مع كولو-كولو ونادي كونسيبسيون ‏.

## وصلات خارجية
- رولاند غارسيا على موقع الاتحاد الدولي (مؤرشف)  (الإنجليزية)
- رولاند غارسيا على موقع قاعدة بيانات كرة القدم.إي يو (الإنجليزية)
- رولاند غارسيا على موقع ناشيونال فوتبول تيمز (الإنجليزية)